# Języki kananejskie
Języki kananejskie – grupa językowa w obrębie języków semickich, obejmująca języki używane w Kanaanie. Toponim „kananejski” ma swoje korzenie w Biblii, gdzie nazwą Kanaan określano obszar położony nad Morzem Śródziemnym. Od północy jego granice zakreślał Tel Sukas, od południa – Gaza. Niemniej pojęcie to ma szerszy zakres geograficzny. Wszystkie używane języki z grupy kananejskiej wymarły w pierwszym tysiącleciu p.n.e. Wyjątek stanowi język hebrajski, który przetrwał jako język literacki i religijny Żydów. W XIX wieku rozpoczęto proces rewitalizacji hebrajskiego, zakończony sukcesem: dziś hebrajski jest językiem urzędowym Izraela.
Język kananejski jest poświadczony przez źródła z II tysiąclecia p.n.e. i znany przede wszystkim jako seria dialektów. Zachowały się glosy z Tell el-Amarna i kalendarz z Gezer. Archaiczny kananejski z III tysiąclecia p.n.e., gdy Kananejczycy weszli w fazę zakładania miast a sprzed oddziaływania kulturowego Amorytów, nie zachował się.
Grupa języków kananejskich obejmowała następujące dialekty: ugarycki, fenicki wraz z punickim, hebrajski, moabicki, amonicki (ammonicki). W świetle innych badań do języków kananejskich zalicza się dialekty fenicki i punicki, hebrajski, moabicki, amonicki i edomicki. Nie uwzględniony został w tym przypadku dialekt ugarycki, natomiast dodano edomicki.